# Mallur
Mallur é uma panchayat (vila) no distrito de Salem, no estado indiano de Tamil Nadu.

## Geografia
Mallur está localizada a 11° 33′ N, 78° 08′ L. Tem uma altitude média de 293 metros (961 pés).

## Demografia
Segundo o censo de 2001,  Mallur  tinha uma população de 9796 habitantes. Os indivíduos do sexo masculino constituem 52% da população e os do sexo feminino 48%. Mallur tem uma taxa de literacia de 60%, superior à média nacional de 59.5%: a literacia no sexo masculino é de 66% e no sexo feminino é de 53%. Em Mallur, 11% da população está abaixo dos 6 anos de idade.